# Turbiw
Turbiw (ukr. Турбів, pol. Turbów) – osiedle typu miejskiego na Ukrainie, znajduje się w rejonie lipowieckim obwodu winnickiego.

## Historia
Miejscowość powstała w 1545 roku.
W 1627 roku było to prywatne miasto szlacheckie należące do kasztelana krakowskiego Jerzego Zbaraskiego.
Status osiedla typu miejskiego od 1956 roku.
W 1989 liczyło 7278 mieszkańców.

## Miasta partnerskie
- Miejska Górka